# Acacia translucens
Acacia translucens é uma espécie de leguminosa do gênero Acacia, pertencente à família Fabaceae.